# Du er ikke alene
Du er ikke alene [No estàs sol] (1978) és un film danès escrit per Lasse Nielsen i Bent Petersen, dirigit per Lasse Nielsen i Ernst Johansen i produït per Steen Herdel.

## Argument
La història transcorre en un internat catòlic masculí de Dinamarca, on les classen es fan entre oracions i referències a la moral cristiana i on un dels nois, Bo (Anders Agensø), inicia una relació amb Kim (Peter Bjerg), el fill del director. La història es desenvolupa seguint l'evolució de les relacions dels estudiants a partir de l'expulsió d'un d'ells per haver distribuït en els banys imatges pornogràfiques. En paral·lel, com a prova de final de curs, els professors encomanen als estudiants fer un documental sota el lema "estimaràs el teu proïsme". Alguns, però, opten per deixar d'anar a classe com a protesta per l'expulsió del seu company i decideixen de realitzar un documental pel seu compte. Durant tots aquests esdeveniments, Bo i Kim estan cada vegada més units, i la naturalesa de la seva relació és acceptada pels seus companys. Al final de la història, en presència del personal i dels pares, els joves projecten un curtmetratge produït per ells mateixos i basat en el manament "estimaràs el teu proïsme", en el qual es veuen Bo i Kim abraçant-se i besant-se.
El film no tracta només sobre Bo, Kim i la seva relació, sinó també sobre les relacions interpersonals abans de la majoria d'edat. Capta perfectament la sexualitat i les relacions incipients dels estudiants, incloent-hi les de les noies joves que treballen a la cafeteria i una colla d'adolescents.